# Pseudanurophorus acuta
Pseudanurophorus acuta är en urinsektsart som beskrevs av Denis 1932. Pseudanurophorus acuta ingår i släktet Pseudanurophorus och familjen Isotomidae. Inga underarter finns listade i Catalogue of Life.